# 邓李才
邓李才（1964年—），男，四川安岳人，中国天体物理学家，现任中国科学院国家天文台研究员、博士生导师，中国天文学会理事。